# モヒカン故郷に帰る
『モヒカン故郷に帰る』（モヒカンこきょうにかえる）は、2016年公開の日本のコメディ映画。監督は沖田修一、主演は松田龍平。
舞台は瀬戸内海に浮かぶ架空の小さな島「戸鼻島（とびじま）」。撮影は2015年4月にオール広島ロケ（主に呉市の島嶼部である下蒲刈島、上蒲刈島、豊島、大崎下島）で行われた。主演の松田龍平はデスメタルバンドのボーカル役を演じるために、人生初のモヒカン頭となり、デスヴォイスでの歌唱を行っている。

## ストーリー
妊娠した恋人を連れて結婚報告のために故郷へ7年ぶりに帰ってきたモヒカン頭の売れないバンドマン、田村永吉。久々に家族顔を揃えるが、頑固な父親・治は怒り心頭で親子喧嘩が勃発。それでもその夜は近所の住民も集めて結婚祝いの大宴会が行われたのだが、そんなとき治が倒れ、末期癌であることが発覚する。

## キャスト
- 田村永吉 - 松田龍平：デスメタルバンド「断末魔」のボーカル。実家は戸鼻島にある酒屋。名前の由来は父・治がファンの矢沢永吉。不器用な性格だが病に倒れた治の願いを叶えるため奔走する。
- 田村治 - 柄本明：永吉の父。「矢沢は広島の義務教育だ」と言うほどの矢沢永吉の大ファンで、コーチを務めている中学校の吹奏楽部の演奏楽曲にも「アイ・ラヴ・ユー、OK」を採用している。
- 会沢由佳 - 前田敦子：永吉の恋人。職業はネイリスト。
- 田村春子 - もたいまさこ：永吉の母。広島カープの大ファン。
- 田村浩二 - 千葉雄大：永吉の弟。
- 竹原和夫 - 木場勝己：島の医者。
- 会沢苑子 - 美保純：由佳の母。
- 野呂清人 - 小柴亮太：吹奏楽部ただ一人の男子部員。
- 清水 - 富田望生：吹奏楽部の部長。

## スタッフ
- 監督・脚本：沖田修一
- 主題歌 ： 細野晴臣「MOHIKAN」[5]
- 撮影：芦澤明子
- DIT/VE：鏡原圭吾
- 照明：永田英則
- 録音：岩丸恒
- 美術：安宅紀史
- 編集：佐藤崇
- 衣装：纐纈春樹
- ヘアメイク：田中マリ子
- スプリクター：田口良子
- 音楽プロデューサー：安井輝、篠崎恵子
- 助監督：茂木克仁
- 制作担当：齋藤大輔
- 撮影協力：呉地域フィルムコミッション、広島フィルムコミッション、広島東洋カープ　ほか
- プロデュース：青木裕子、西川朝子、久保田傑、佐藤美由紀
- 助成：文化芸術振興費補助金
- 制作プロダクション：オフィス・シロウズ
- 配給・宣伝：東京テアトル（東京テアトル70周年記念作品）
- 製作：2016「モヒカン故郷に帰る」製作委員会（関西テレビ放送、バンダイビジュアル、ポニーキャニオン、アスミック・エース、東京テアトル、テレビ新広島、オフィス・シロウズ）

## 受賞
- 第18回ウーディネ極東映画祭[6]
  - AUDIENCE AWARDS ブロンズ・マルベリー賞（観客賞3位)
  - BLACK DRAGON AWARD（批評家賞）

## 関連商品
- ホームメディア
  - モヒカン故郷に帰る（特装限定版）（2016年10月5日発売）
    - 映画本編Blu-rayと特典映像DVDの2枚組。封入特典としてウディネ映画祭レポートを収録した解説書

  - モヒカン故郷に帰る（通常版） - Blu-rayとDVDの2形態（2016年10月5日発売）
  - モヒカン故郷に帰る 公開記念DVD（2016年3月25日発売）[7]
    - メイキング映像のほか、劇中に登場する永吉のバンド「断末魔」のオフィシャルMV「死に方いろいろ」を収録。
    - ナレーションは千葉雄大が担当。
- LINEスタンプ
  - モヒカン故郷に帰る公式スタンプ - 映画マスコットの黄色いミカン・モヒ柑くんのスタンプ